# کنیدی

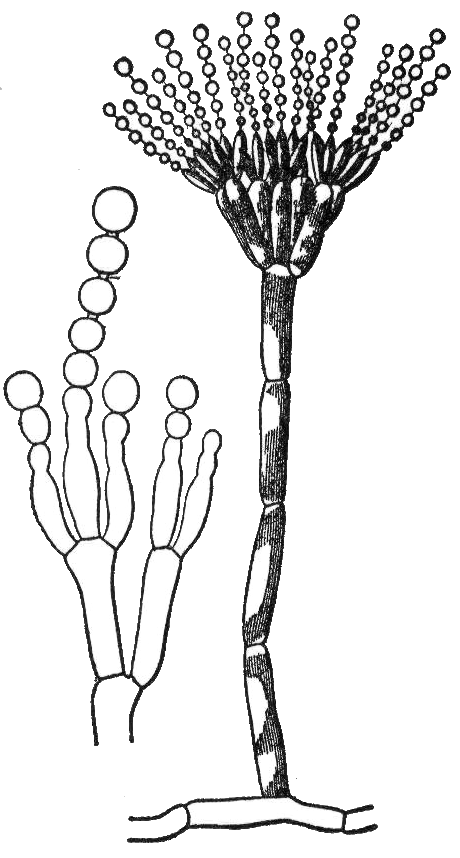
کنیدی در کنیدیفور

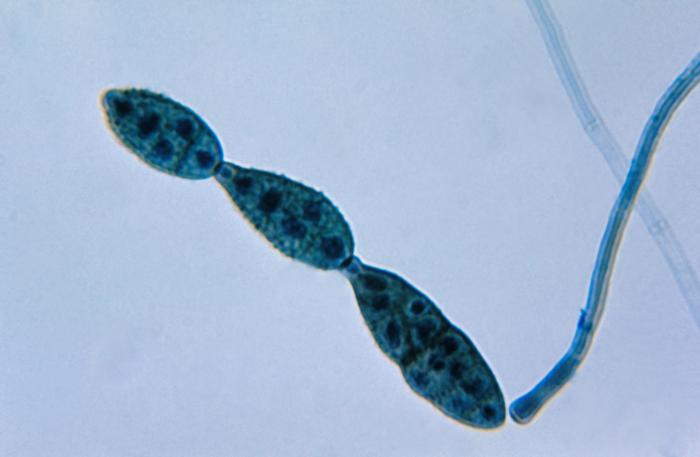
زنجیره‌ای از کنیدی از آلترناریا

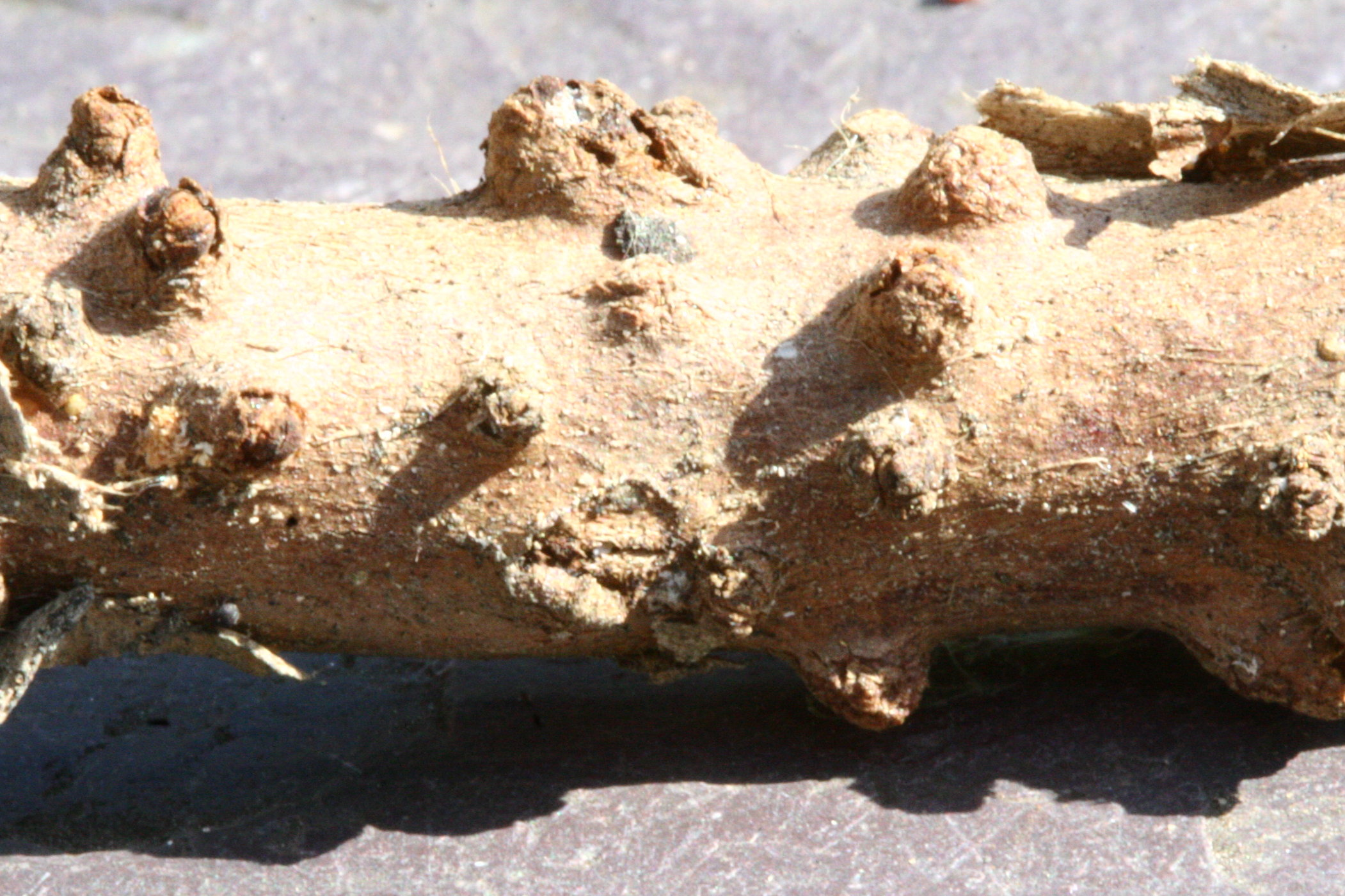
Conidiomata از سرو خوره (احتمالاً Seiridium cardinale) فوران در یک Thuja twig

کنیدی اسپور غیرجنسی و غیر متحرک قارچ می‌باشد. کارکرد آن تولید مثل غیرجنسی است. کنیدی گاه به نام‌های کلمیدوسپور (به انگلیسی: chlamydospores) یا کلمیدی‌کنیدی (به انگلیسی: chlamydoconidia) خوانده شده‌است. 
کنیدی، میتوسپور (به انگلیسی: mitospores) نیز خوانده می‌شود. این نام به‌دلیل روش میتوز تولیدمثل کنیدی است .
کلمه کنیدی یونانی (به یونانی: konis) و به معنای گرد و غبار است.
کنیدی بر روی ساقه‌ای بنام کنیدیفور بوجودمی‌آید. ساقه‌های کنیدیفور اغلب به گونه‌ای ویژه در گونه‌های مختلف قارچ رشد می‌کنند و به لحاظ ریخت‌شناسی می‌تواند متمایز کننده‌ی گونه‌ی قارچ‌ها باشد.
تولیدمثل غیرجنسی در اسکومیست‌ها (به انگلیسی: Ascomycetes) شاخه‌ای از قارچ‌های کیسه‌ای (به انگلیسی: Ascomycota) صورت می‌گیرد.

## جوانه زنی کنیدی
کنیدی ممکن است لولهٔ جوانه‌زنی یا لوله آناستوموسیس (به انگلیسی: anastomosis tubes) بوجودآورد. این دو لوله، بخشی از هیف، یا نخینه تخصیص یافته‌ای است که توسط کنیدی ایجاد می‌شود.

## انتشار کنیدی
روند تولید کنیدی توسط سلول‌های قارچ (به انگلیسی: Conidiogenesis) روند مهمی در شکل‌گیری و انتشار عامل بیماری زا است. توده‌هایی از کنیدی زیر پوسته‌ی گیاه میزبان بوجودمی‌آید و هنگام فوران به خارج رانده‌شده و پخش می‌شود. سپس توسط باد و باران به دیگر گیاهان منتقل می‌شود.